# علیپوردوار II
علیپوردوار۱ (بلوک توسعه عوام) (به انگلیسی: Alipurduar II (community development block)) یک منطقهٔ مسکونی در هند است که در بنگال غربی واقع شده‌است.

## خصوصیات
علیپوردوار۱ ۳۲۱٫۲۶ کیلومترمربع مساحت و ۱۹۶٬۹۰۹ نفر جمعیت دارد.